# 刘嘉湘
刘嘉湘（1934年6月—），男，汉族，福建福州人，中国中医学家，上海中医药大学附属龙华医院主任医师、教授，第三届国医大师。